# Майк Комісарек
Майкл Комісарек (англ. Michael Komisarek; 19 січня 1982, м. Вест-Айсліп, США) — американський хокеїст, захисник.
Виступав за Мічиганський університет (NCAA), «Гамільтон Бульдогс» (АХЛ), «Монреаль Канадієнс», «Торонто Мейпл-Ліфс».
В чемпіонатах НХЛ — 500 матчів (14+62), у турнірах Кубка Стенлі — 29 матчів (1+2).
У складі національної збірної США учасник чемпіонатів світу 2006 і 2011 (14 матчів, 1+2). У складі молодіжної збірної США учасник чемпіонатів світу 2001 і 2002. У складі юніорської збірної США учасник чемпіонату світу 2000.
Досягнення
- Учасник матчу всіх зірок НХЛ (2009).